# Leptolaimus membranatus
Leptolaimus membranatus is een rondwormensoort uit de familie van de Leptolaimidae. De wetenschappelijke naam van de soort is voor het eerst geldig gepubliceerd in 1951 door Wieser.